# غيدو ينتربرغ
غيدو ينتربرغ (بالإنجليزية: Guido Winterberg)‏ ولد بتاريخ 19 أكتوبر 1962 في سويسرا، هو دراج سويسري سابق.

## سباقات المشارك بها[3]
1984
- المركز الأول في الترتيب العام لجائزة غيّوم تيل الكبرى
- المركز الأول في المراحل 1 و3 و4 و6 (سباق ضد الساعة)

1985
- المركز الأول في الترتيب العام لدورة سيركوي فرانكو-بلجيك
- المركز الأول في جائزة بريساغو الكبرى
- المركز الأول في المرحلة 4 (سباق فرق ضد الساعة) في طواف المستقبل
- المركز الثالث في الترتيب العام لطواف سويسرا
- المركز الأول في المرحلة 2

1986
- المركز الأول في المرحلة 8 من طواف سويسرا
- المركز الثاني في الترتيب العام لجائزة غيّوم تيل الكبرى
- المركز الأول في المرحلة 2أ
- المركز الثالث في الترتيب العام لأسبوع كتالونيا للدراجات
- المركز الأول في المرحلة 4أ (سباق ضد الساعة)
- المركز الثامن في الترتيب العام لطواف الجماعة الأوروبية

1987
- المركز الأول في الترتيب العام لجائزة غيّوم تيل الكبرى
- المركز الثالث في الترتيب العام لجائزة إيتوال دي بيساج
- المركز السابع في الترتيب العام لطواف تيرينو–أدرياتيكو

1988
- المركز الأول في سباق وارتنبرغ
- المركز الثاني في سباق الطريق، بطولة الطريق الوطنية
- المركز الثامن في طواف الشمال الغربي

1989
- المركز الثاني في جائزة لا مارسييز الكبرى
- المركز الثالث في جائزة لوغانو الكبرى
- المركز الثامن في الترتيب العام لطواف بريطانيا
- المركز العاشر في الترتيب العام لجائزة إيتوال دي بيساج

1992
- المركز السادس في الترتيب العام لطواف دوبون

## روابط خارجية
- غيدو ينتربرغ على موقع أرشيف الدراجات (الإنجليزية)
- غيدو ينتربرغ على موقع إحصائيات الدراجات الإحترافية (الإنجليزية)
- غيدو ينتربرغ على موقع CycleBase (الإنجليزية)